# پارسا محمد علیزاده درزی

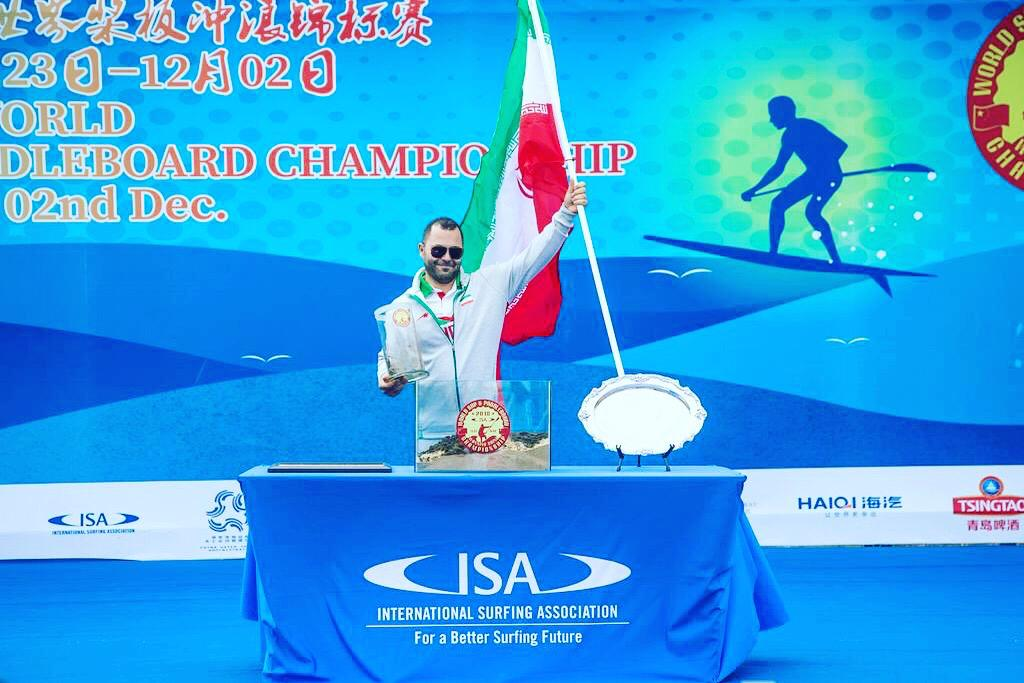

پارسا محمد علیزادهٔ درزی متولد ۷ دی ۱۳۶۶ در بابل، ورزشکار رشتهٔ استند آپ‌پدل، از اعضای تیم ملی ایران است.
وی در سال ۱۳۹۰ به ورزش‌های آبی، با توجه به محل زندگی علاقه‌مند شد و ورزش اسکی روی آب را در محل زندگی خود ادامه داد. در سال ۱۳۹۶ با ورود رشته استند آپ‌پدل از وی در اولین دوره مربیگری کشوری و بین‌المللی دعوت به عمل آمد. در سال ۱۳۹۷ در المپیاد ورزش‌های ساحلی ایران در رشته استند آپ پدل که در شهر بابلسر برگزار شد مقام قهرمانی را کسب کرد. در سال ۱۳۹۷ پارسا به عضویت تیم ملی موج سواری ایران درآمد و در مسابقات جهانی هاینان چین شرکت کرد پرچمدار ایران در نخستین مسابقات برون مرزی رشته استنداپ پدل تیم ملی ایران بود.
وی در سال ۱۳۹۸ عضو تیم ملی در مسابقات آسیایی شانتو چین بود. در هفته تربیت بدنی و ورزش با حضور دکتر حسن رنگرز در تاریخ 30مهر 1400 از پارسا محمد علیزاده عضو تیم ملی پدل بورد کشورمان به پاس سال ها تلاش در عرصه های آسیایی و جهان تقدیر شد
وی در دومین مسابقات قهرمانی کشور و انتخابی تیم ملی که در قشم و در بهمن 1400 برگزار شد، موفق به کسب مقام سومی در در بخش ٢٠٠ متر استند آپ بزرگسال شد و به عضویت تیم ملی ایران درآمد.